# Sommarsandbi
Sommarsandbi (Andrena nigriceps) är en biart som först beskrevs av William Kirby 1802.  Sommarsandbi ingår i släktet sandbin och familjen grävbin. Inga underarter finns listade i Catalogue of Life.

## Beskrivning
Sommarsandbiet har svart ansiktsbehåring hos honan, vit hos hanen. Antennerna är bruna, men med en ljusare undersida hos honan. Mellankroppen har brandgul päls med blekbruna sidor. På honans bakkropp finns ett karakteristiskt mönster med brandgul päls på hela första tergiten, och i form av gradvis avsmalnande band på de övriga. Hanen har i stället breda men glesa, blekbruna band. Bakskenbenen är mörka, hos honan med grå hår för polleninsamling. Honan har en kroppslängd på 11 till 13 mm, hanen 9 till 10 mm. Hanen är betydligt ovanligare än honan.

## Ekologi
Sommarsandbiet förekommer gärna i sandiga miljöer, som sandfält, sandtag, torrängar och hedar, gärna på sandjord, men det kan även uppträda i buskage och skogsbryn, på gräsmarker, och i bergsområden som Alperna, där det kan gå upp till 2&nbsp:100 m.
Biet är oligolektiskt, det flyger till många olika familjer av blommande växter. Bland många andra kan nämnas korgblommiga växter (som klintsläktet, renfanor och gullborstar), slideväxter, korsblommiga växter (som sandvitor), rosväxter (fingerörter), ärtväxter, ljungväxter, kransblommiga växter, klockväxter (monkesläktet), resedaväxter, väddväxter (åkerväddar) samt flockblommiga växter (som lokasläktet). I Norden varar flygtiden från mitten av juni till mitten av augusti, längre söderut till september.  
Arten är solitär. Det underjordiska boet grävs ut på mark med gles eller ingen växtlighet. Det händer att boet parasieras av ljunggökbi vars larv lever av den insamlade födan, efter det att värdägget ätits upp eller värdlarven dödats.

## Utbredning
Utbredningsområdet omfattar Europa inklusive England, södra Wales, södra Skottland och Kanalöarna, norrut till mellersta Sverige och med sydgräns längs södra Spanien, norra Italien och Grekland. I södra Europa förekommer arten främst i bergen. Österut når den Turkiet, Kaukasus och Centralasien.
I Sverige förekommer den i södra halvan upp till Härjedalen och Medelpad. Den är inte rödlistad, utan klassificerad som livskraftig i landet.
Arten har totalt observerats fyra gånger i Finland, alla på Åland. Fynden är emellertid gamla, det senaste gjordes 1946, och arten är sedan 2019 rödlistad som nationellt utdöd (RE) i landet.